# Waldenbuch
Waldenbuch ist eine Kleinstadt im Landkreis Böblingen im mittleren Baden-Württemberg.

## Geographie

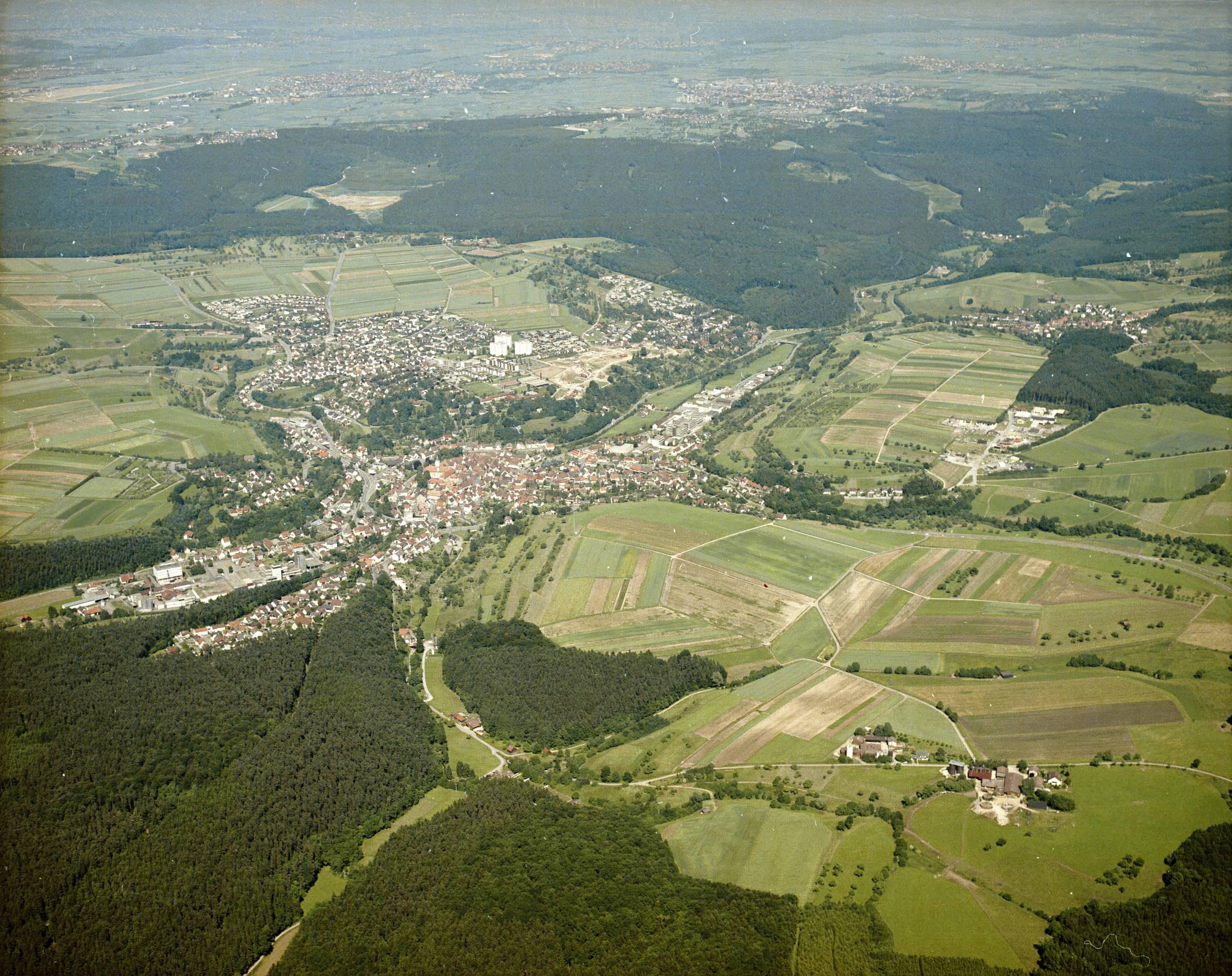
Waldenbuch aus der Luft von Südwesten, 1984

### Geographische Lage

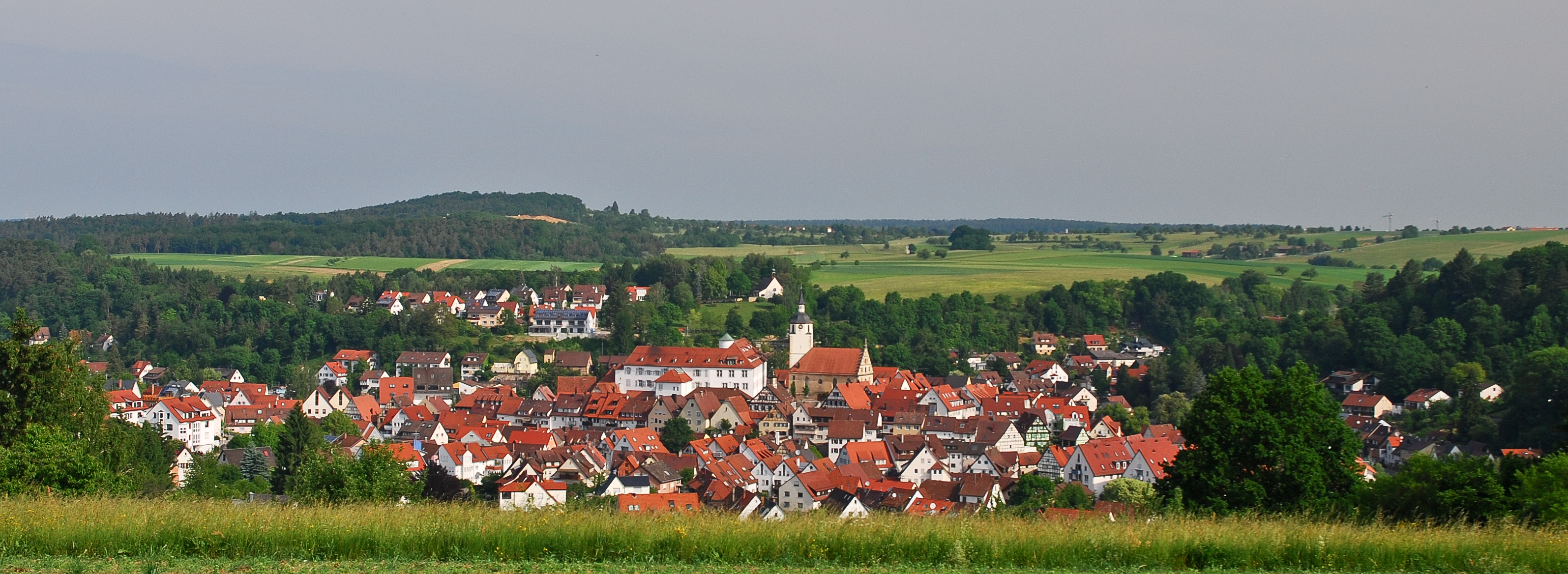
Waldenbucher Städtle von Süden

Waldenbuch liegt rund 17 km südlich von Stuttgart am Nordrand des Waldgebiets und gleichnamigen Naturparks Schönbuch. Der namengebende Hauptort mit dem Großteil der Einwohnerzahl liegt im Tal der Aich am Zufluss des Seitenbachs. Die L 1185 folgt in dessen dort westlichem Verlauf dem Aichtal, an dessen unterem Ende die Stadtgemarkung mit wenig über 335 m ü. NHN am niedrigsten ist, am Südrand auf dem Betzenberg mit fast 500 m ü. NHN am höchsten. Die Talstraße wird in Waldenbuch von der von Nord nach Süd verlaufenden Landesstraße 1208 (ehemals Bundesstraße 27) Stuttgart–Tübingen gekreuzt.

### Stadtgliederung
Zu Waldenbuch gehören die Stadt Waldenbuch, die Stadtteile Glashütte, Hasenhof und Liebenau und die Häuser Bachenmühle, Burkhardtsmühle und Obere Sägmühle sowie die abgegangenen Ortschaften Schützenhausen und Waldbruderhaus.
Die Stadt Waldenbuch gliedert sich in folgende Stadtteile:
| Stadtteil              | Einwohner |
| ---------------------- | --------- |
| Stadtkern („Städtle“)  | 2965      |
| Kalkofen               | 3602      |
| Hasenhof               | 154       |
| Liebenau               | 1006      |
| Glashütte              | 697       |
| Gesamt (31. Dez. 2007) | 8424      |

### Schutzgebiete
In Waldenbuch liegt das Naturschutzgebiet Neuweiler Viehweide, welches gleichzeitig als Schonwald ausgewiesen ist. Im Süden hat Waldenbuch Anteil am Naturschutzgebiet Schaichtal. Im Osten liegt der Schonwald Siebenmühlental. Die Gemeinde hat Anteil an den Landschaftsschutzgebieten Glemswald und Waldenbuch/Steinenbronn, am FFH-Gebiet Glemswald und Stuttgarter Bucht sowie am FFH-Gebiet, am Vogelschutzgebiet und am Naturpark Schönbuch.
Es gibt unter der derzeitigen Landesregierung keine Planungen für eine ökologische Ausweitung der Waldflächen.

## Geschichte

### Mittelalter
Waldenbuch wurde erstmals 1296 urkundlich erwähnt. Die Stadtrechte sind seit dem 14. September 1363 bezeugt. Seit 1363 gehörte die Stadt zu Württemberg, stand aber unter dem Rückkaufsrecht Österreichs, das erst Graf Eberhard im Bart Ende des 15. Jahrhunderts ablöste.

### Württembergische Zeit
Von 1534 bis 1807 war Waldenbuch Sitz des württembergischen Waldvogts für den Schönbuch, was der Funktion eines Oberforstmeisters entsprach. Zwischen 1562 und 1566 ließ Herzog Christoph durch seinen Baumeister Aberlin Tretsch die alte Burg zum Jagdschloss ausbauen. Im Verlauf einer Feuersbrunst brannten im Jahr 1721 13 Häuser nieder. Bei der Umsetzung der neuen Verwaltungsgliederung im Königreich Württemberg blieb Waldenbuch dem Amtsoberamt Stuttgart zugeordnet, in dessen Zuständigkeit es bereits seit Mitte des 15. Jahrhunderts gehörte. Bei der Kreisreform während der NS-Zeit in Württemberg gelangte Waldenbuch 1938 zum Landkreis Böblingen. Gegen Ende des Zweiten Weltkriegs wurde Waldenbuch in der Nacht vom 15. auf den 16. März 1944 bei einem Luftangriff bombardiert, wobei 25 Gebäude, darunter 16 Scheunen, zerstört wurden.

### Nachkriegszeit
1945 geriet Waldenbuch in die Amerikanische Besatzungszone und gehörte somit zum neu gegründeten Land Württemberg-Baden, das 1952 im jetzigen Bundesland Baden-Württemberg aufging.
|  |  | (aus den Forstlagerbüchern von Andreas Kieser) |

### Einwohnerentwicklung
Die Einwohnerzahlen sind Volkszählungsergebnisse (¹) oder amtliche Fortschreibungen des Statistischen Landesamtes (nur Hauptwohnsitze).
| Jahr                 | Einwohnerzahl |
| -------------------- | ------------- |
| 1. Dezember 1871 ¹   | 1895          |
| 1. Dezember 1900 ¹   | 1832          |
| 17. Mai 1939 ¹       | 2204          |
| 13. September 1950 ¹ | 3265          |
| 6. Juni 1961 ¹       | 4475          |
| 27. Mai 1970 ¹       | 5220          |
| 25. Mai 1987 ¹       | 7389          |
| 31. Dezember 1995    | 8267          |
| 31. Dezember 2000    | 8727          |
| 31. Dezember 2005    | 8651          |
| 31. Dezember 2010    | 8527          |
| 31. Dezember 2015    | 8590          |
| 31. Dezember 2020    | 8748          |

## Religion

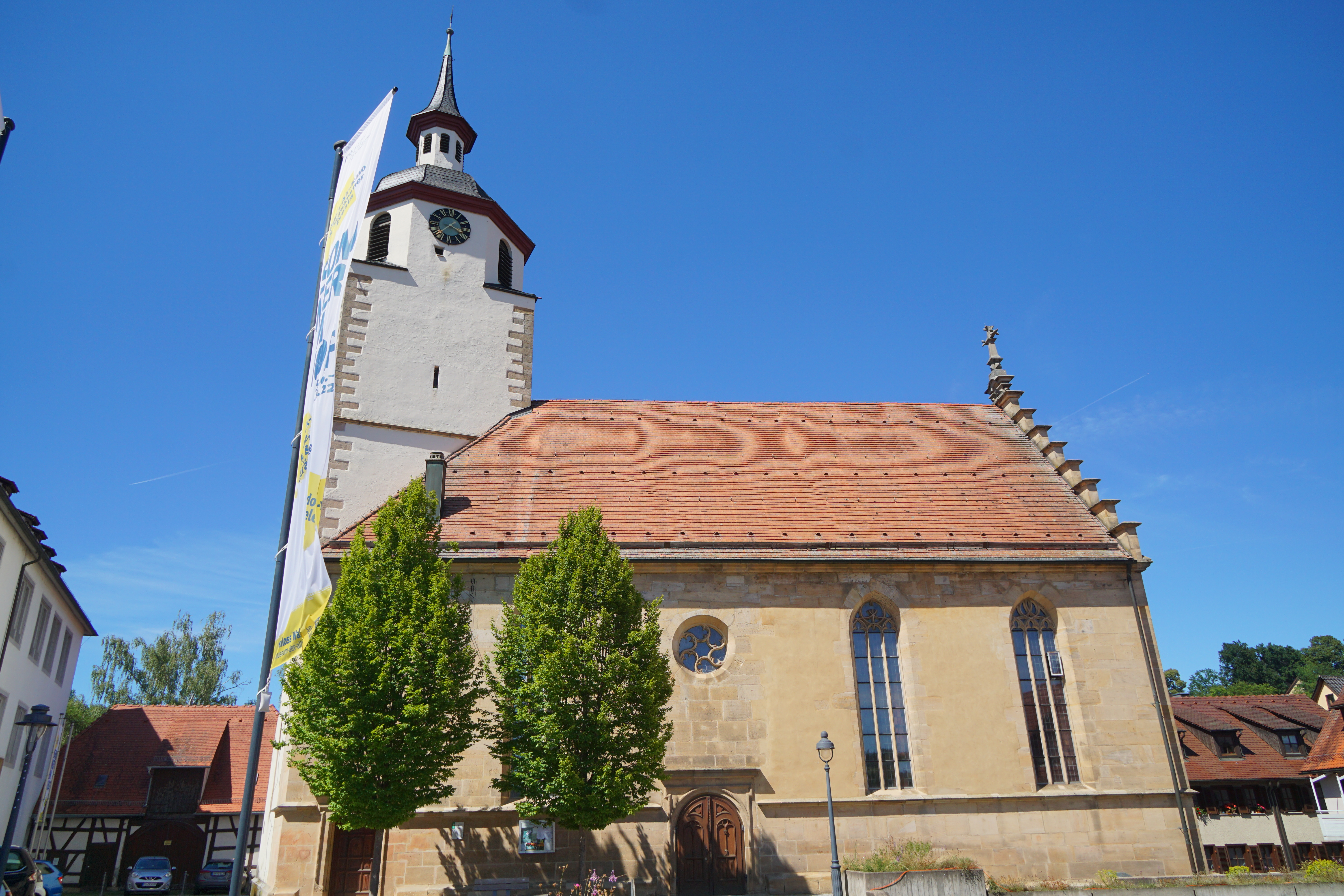
Stadtkirche St. Veit

Seit der Reformation ist Waldenbuch evangelisch geprägt. Die Kirchengemeinde Waldenbuch gehört heute zum Kirchenbezirk Böblingen der Evangelischen Landeskirche in Württemberg. Erst 1950 gründeten Heimatvertriebene wieder eine römisch-katholische Kirchengemeinde. Sie gehört zum Dekanat Böblingen in der Diözese Rottenburg-Stuttgart.

## Politik

### Gemeinderat

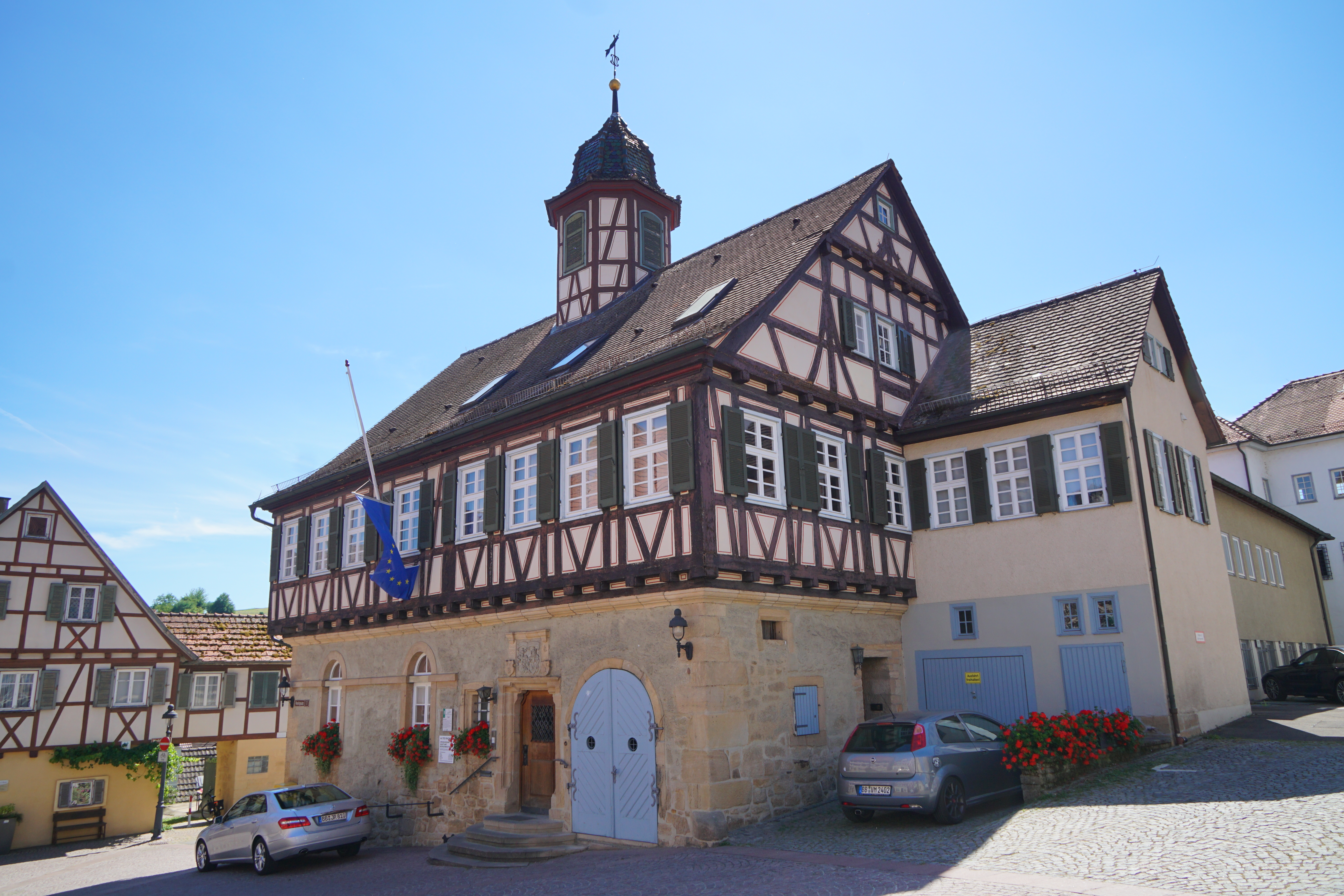
Rathaus Waldenbuch

Der Gemeinderat in Waldenbuch besteht aus den 18 gewählten ehrenamtlichen Gemeinderäten und dem Bürgermeister als Vorsitzendem. Der Bürgermeister ist im Gemeinderat stimmberechtigt. Die Kommunalwahl am 9. Juni 2024 führte zu folgendem Endergebnis.
| Parteien und Wählergemeinschaften | Parteien und Wählergemeinschaften           | % 2024  | Sitze 2024 | % 2019  | Sitze 2019 | Kommunalwahl 2024 %50403020100 41,05 %27,72 %16,20 %15,03 % FWCDUSPDGrüneGewinne und Verlusteim Vergleich zu 2019 %p 6 4 2 0 −2 −4−2,56 %p+5,17 %p−0,92 %p−1,69 %pFWCDUSPDGrüne |
| FW                                | Freie Wählervereinigung Waldenbuch          | 41,05   | 7          | 43,61   | 8          | Kommunalwahl 2024 %50403020100 41,05 %27,72 %16,20 %15,03 % FWCDUSPDGrüneGewinne und Verlusteim Vergleich zu 2019 %p 6 4 2 0 −2 −4−2,56 %p+5,17 %p−0,92 %p−1,69 %pFWCDUSPDGrüne |
| CDU                               | Christlich Demokratische Union Deutschlands | 27,72   | 5          | 22,55   | 4          | Kommunalwahl 2024 %50403020100 41,05 %27,72 %16,20 %15,03 % FWCDUSPDGrüneGewinne und Verlusteim Vergleich zu 2019 %p 6 4 2 0 −2 −4−2,56 %p+5,17 %p−0,92 %p−1,69 %pFWCDUSPDGrüne |
| SPD                               | Sozialdemokratische Partei Deutschlands     | 16,20   | 3          | 17,12   | 3          | Kommunalwahl 2024 %50403020100 41,05 %27,72 %16,20 %15,03 % FWCDUSPDGrüneGewinne und Verlusteim Vergleich zu 2019 %p 6 4 2 0 −2 −4−2,56 %p+5,17 %p−0,92 %p−1,69 %pFWCDUSPDGrüne |
| GRÜNE                             | Bündnis 90/Die Grünen                       | 15,03   | 3          | 16,72   | 3          | Kommunalwahl 2024 %50403020100 41,05 %27,72 %16,20 %15,03 % FWCDUSPDGrüneGewinne und Verlusteim Vergleich zu 2019 %p 6 4 2 0 −2 −4−2,56 %p+5,17 %p−0,92 %p−1,69 %pFWCDUSPDGrüne |
| gesamt                            | gesamt                                      | 100,0   | 18         | 100,0   | 18         | Kommunalwahl 2024 %50403020100 41,05 %27,72 %16,20 %15,03 % FWCDUSPDGrüneGewinne und Verlusteim Vergleich zu 2019 %p 6 4 2 0 −2 −4−2,56 %p+5,17 %p−0,92 %p−1,69 %pFWCDUSPDGrüne |
| Wahlbeteiligung                   | Wahlbeteiligung                             | 65,39 % | 65,39 %    | 64,58 % | 64,58 %    | Kommunalwahl 2024 %50403020100 41,05 %27,72 %16,20 %15,03 % FWCDUSPDGrüneGewinne und Verlusteim Vergleich zu 2019 %p 6 4 2 0 −2 −4−2,56 %p+5,17 %p−0,92 %p−1,69 %pFWCDUSPDGrüne |

### Bürgermeister
Bürgermeister ist seit dem 25. April 2024 Chris Nathan (CDU). Er wurde am 17. März 2024 mit 79,1 Prozent der Stimmen gewählt. Zuvor war von 2000 bis 2024 Michael Lutz Bürgermeister.

### Wappen
| Wappen der Stadt Waldenbuch | Blasonierung: „In Silber (Weiß) eine bewurzelte grüne Buche, deren Stamm mit einer liegenden schwarzen Hirschstange beheftet ist.“ |
| Wappen der Stadt Waldenbuch | Wappenbegründung: Die ältesten, seit 1573 belegten Stadtsiegel enthalten noch ein geteiltes Wappen, das oben die Hirschstange als Hinweis auf die württembergische Stadtherrschaft, und unten einen Buchenzweig als „redende“ Figur zeigt. Die früheste bekannte Wappenzeichnung aus den Jahren 1584 bis 1588 weist das heutige Wappen mit dem Unterschied auf, dass die Buche damals auf einem Boden stand. Seit dem 18. Jahrhundert erscheint die Buche in den Siegeln bewurzelt. |

### Städtepartnerschaften
Die Stadt Waldenbuch unterhält partnerschaftliche Beziehungen zu
- Mylau im Vogtland, seit 1990,
- Provins in Frankreich, noch nicht urkundlich.

## Wirtschaft und Infrastruktur

### Verkehr
Die Landesstraße 1208 (alte B 27) verbindet die Stadt im Norden mit Stuttgart und im Süden mit Tübingen, während die L 1185 im Westen nach Böblingen und im Osten nach Nürtingen führt.
Die 1928 eröffnete Siebenmühlentalbahn nach Leinfelden wurde bereits 1956 wieder stillgelegt. Den öffentlichen Personennahverkehr bedienen heute die Buslinien 760 (Böblingen–Schönaich–Waldenbuch), 815 (Waldenbuch–Bernhausen-Ruit), 826 (Leinfelden–Waldenbuch–Tübingen), 828 (Flughafen–Waldenbuch–Tübingen), X76 (Böblingen–Waldenbuch) und X82 (Flughafen–Waldenbuch–Tübingen) der FMO.

### Ansässige Unternehmen

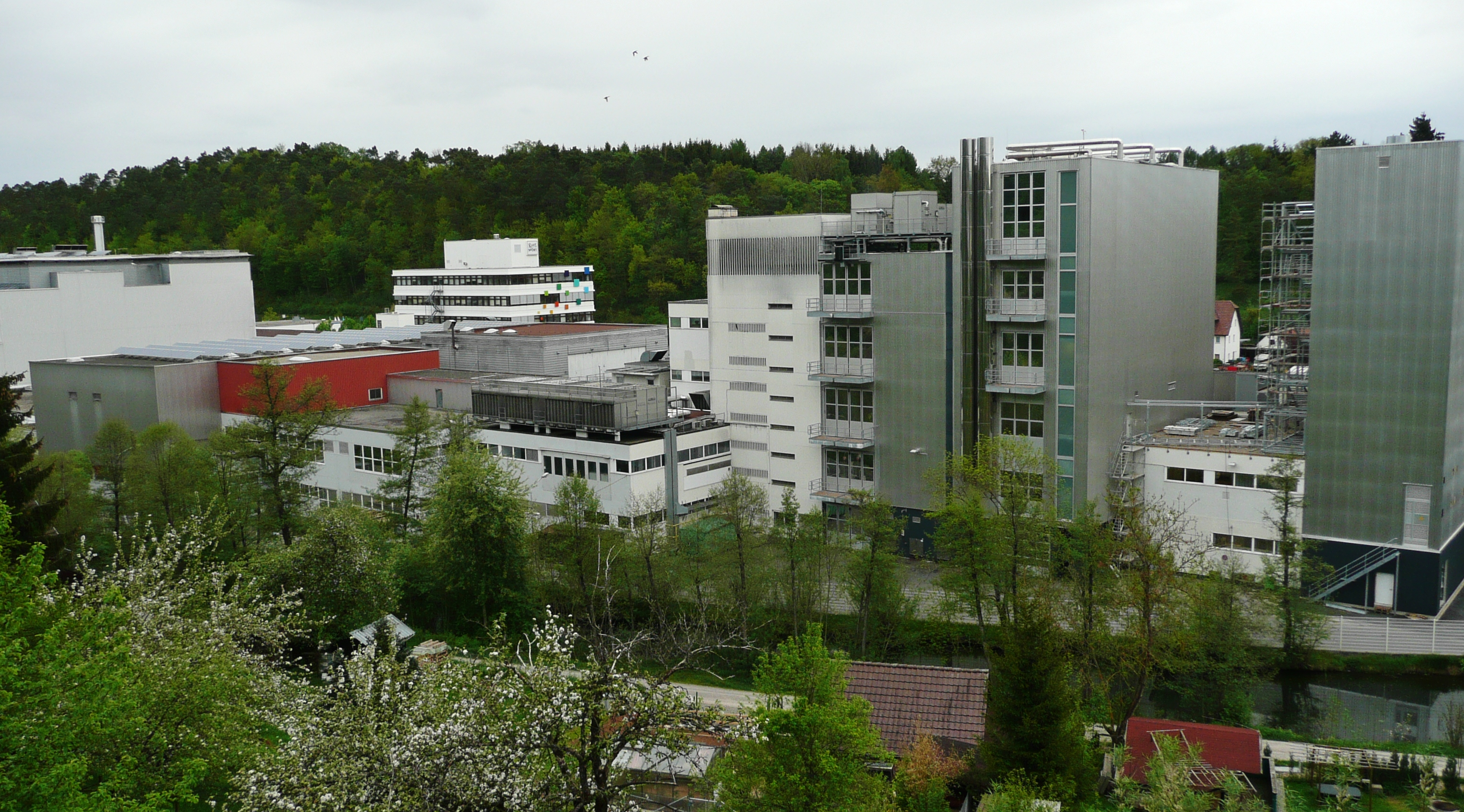
Das Ritter-Sport-Werk in Waldenbuch

- Alfred Ritter GmbH & Co. KG, gegründet 1912 in Stuttgart-Cannstatt, seit 1930 in Waldenbuch; bekannt durch die Schokoladenmarke Ritter Sport
- HAKA Kunz GmbH, Körper-, Wäsche- und Haushaltspflege
- Hakawerk W. Schlotz GmbH, Wasch- und Reinigungsmittel

### Bildungseinrichtungen
Mit der Oskar-Schwenk-Schule verfügt Waldenbuch über eine Grund- und Realschule.

Waldenbuch besitzt eine Stadtbücherei mit zwei Zweigstellen. Gleichzeitig kooperiert die Stadtbücherei Waldenbuch mit Böblingen, Ehningen, Leonberg und Herrenberg im interkommunalen Verbund „onlinebibliothekBB“. Es gibt keine Hauptschule mehr.

### Gastronomie
Der Gasthof Krone ist Träger eines Michelin-Sterns (Stand: 2024).

## Kultur und Sehenswürdigkeiten

### Museen

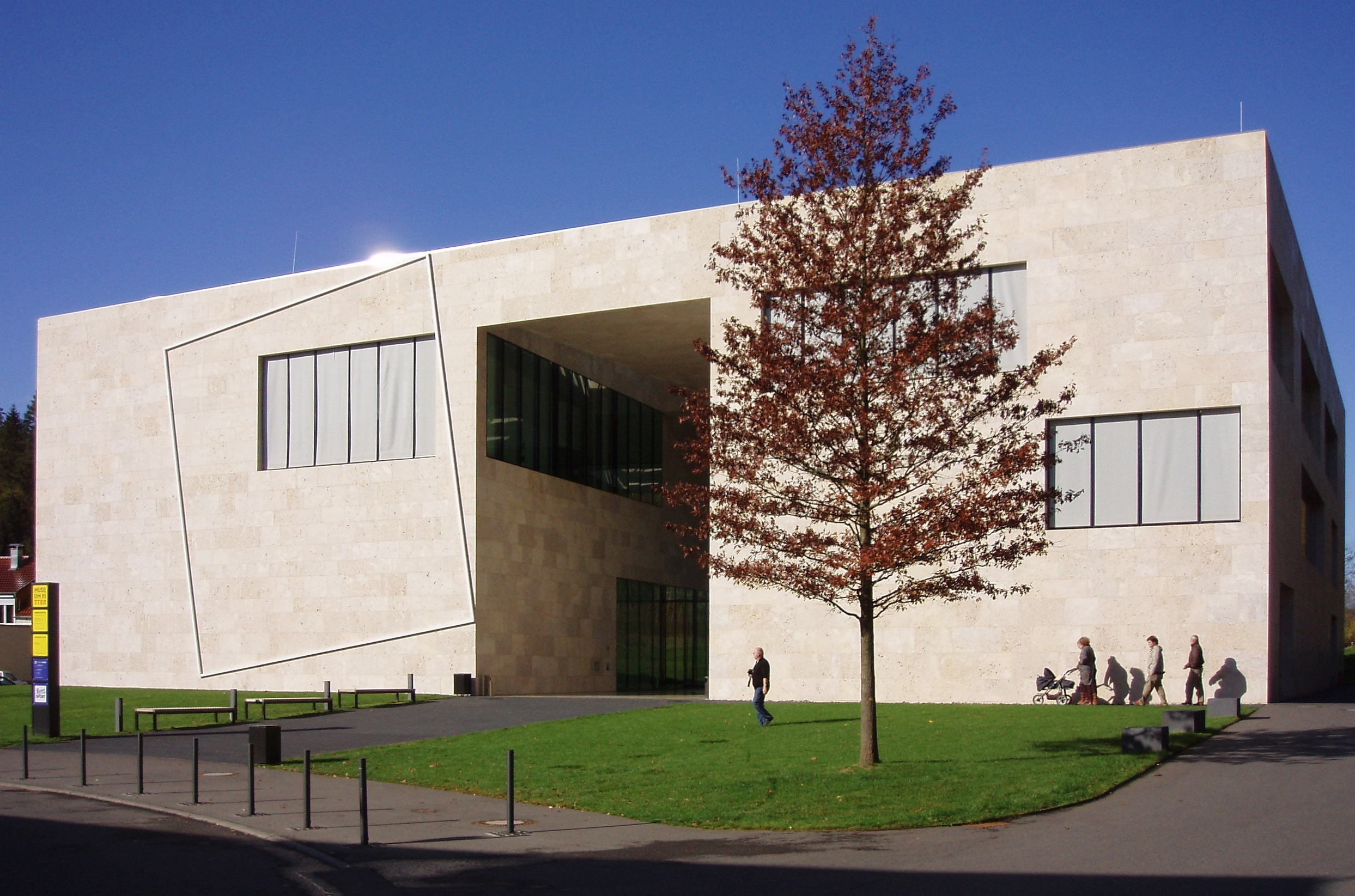
Museum Ritter

- Das Museum der Alltagskultur, eine Außenstelle des Landesmuseums Württemberg, befindet sich im Jagdschloss.
- Seit 2005 gibt es das Museum Ritter. Es beherbergt Werke aus der Sammlung von Marli Hoppe-Ritter, der Enkelin des Firmengründers Alfred Ritter. In der anderen Hälfte des Gebäudes befindet sich ein Schokoladenmuseum und ein Schokoladenwerksverkauf.

### Vereine
Insgesamt bestehen in Waldenbuch 65 Vereine oder Vereinigungen. Die ältesten sind
- Liederkranz Waldenbuch 1841 e. V.
- Musikverein Stadtkapelle Waldenbuch 1888 e. V.
- Turn- und Sportverein Waldenbuch 1891 e. V.
- Die Deutsche-Lebens-Rettungs-Gesellschaft (DLRG) ist in Waldenbuch durch die DLRG-Ortsgruppe Waldenbuch-Steinenbronn vertreten. Die Ortsgruppe gehört zum DLRG-Bezirk Glems-Schönbuch e. V.

### Bauwerke

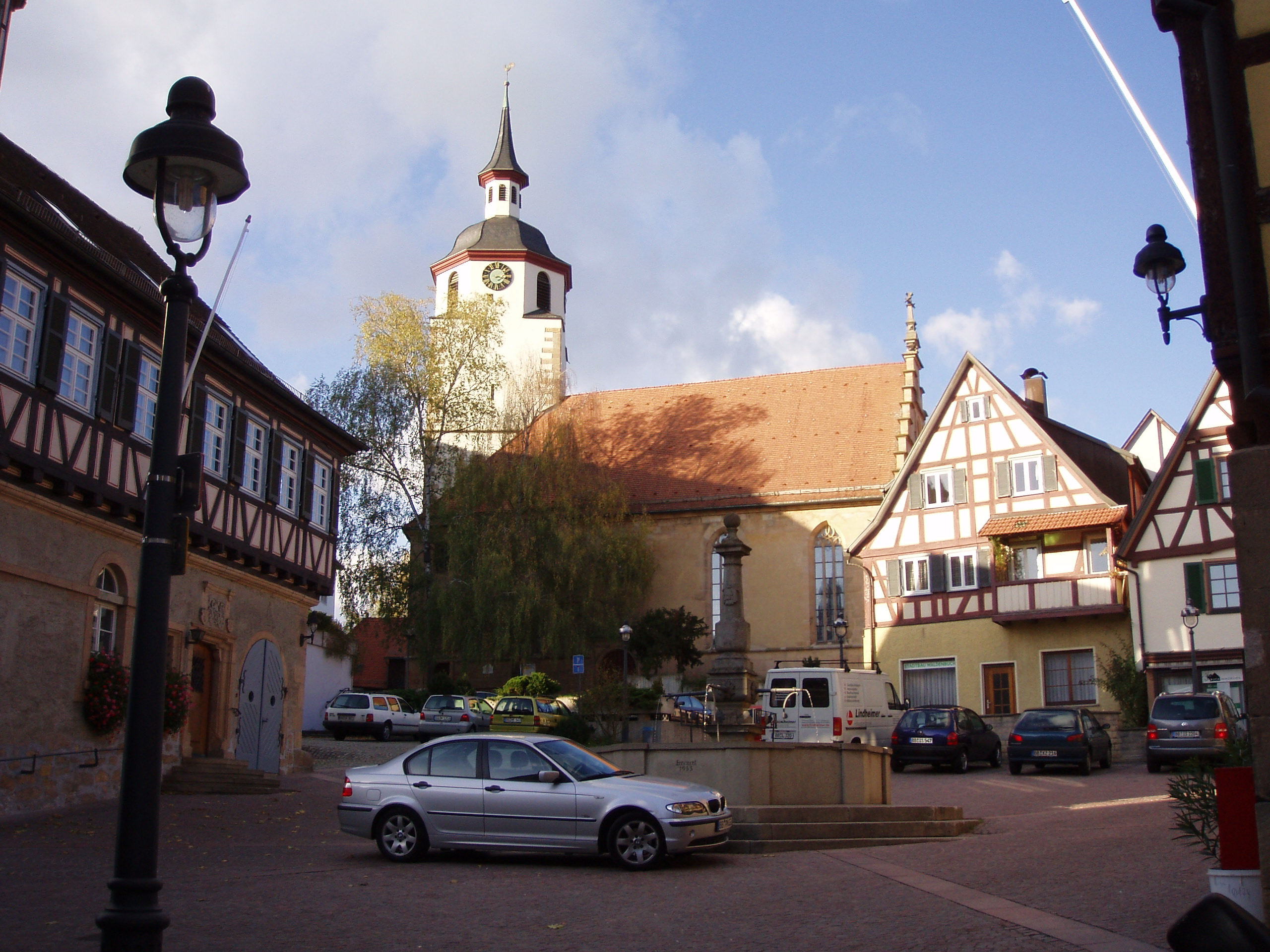
Marktplatz mit Blick auf die Stadtkirche

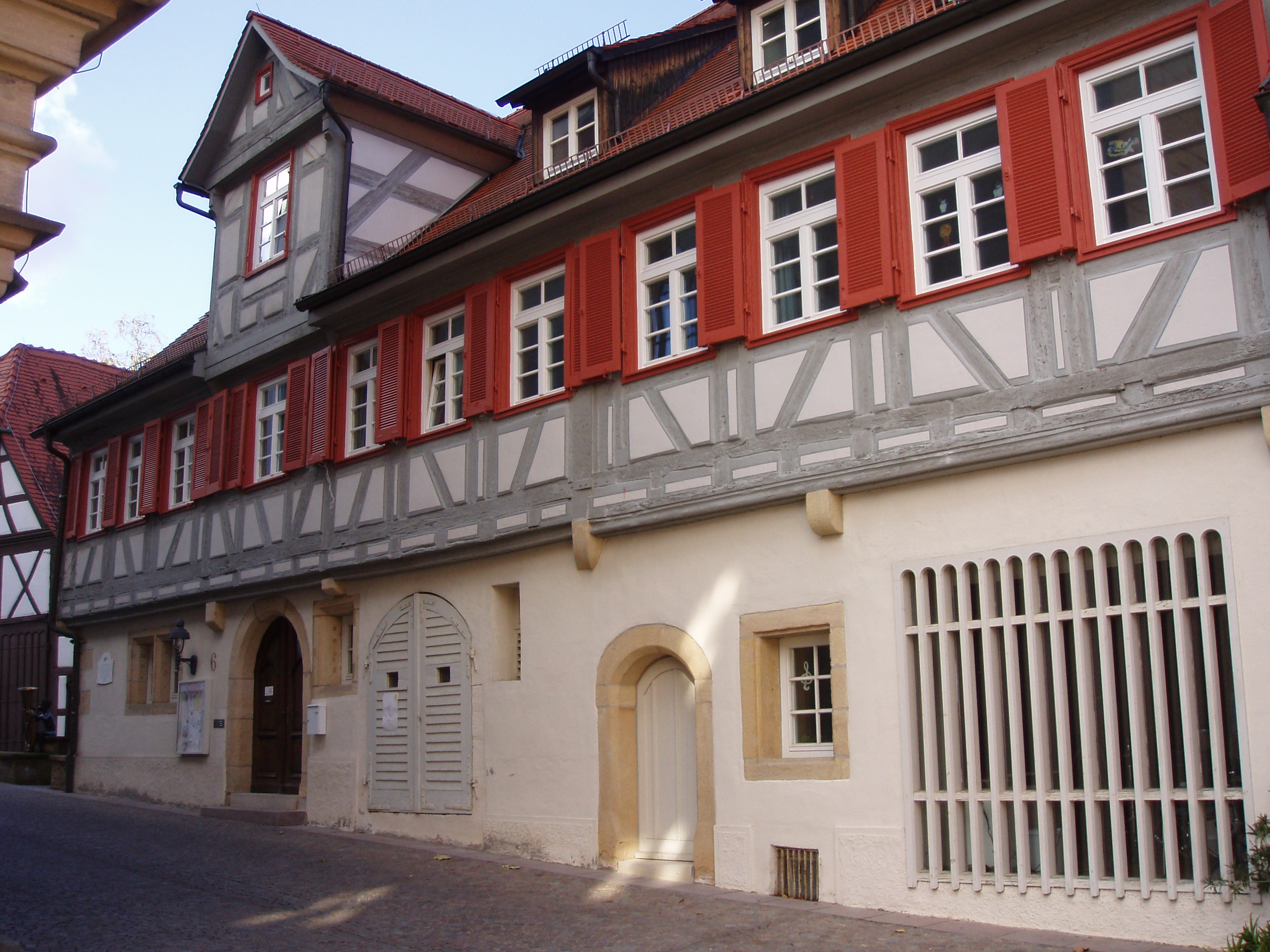
Das Alte Pfarrhaus

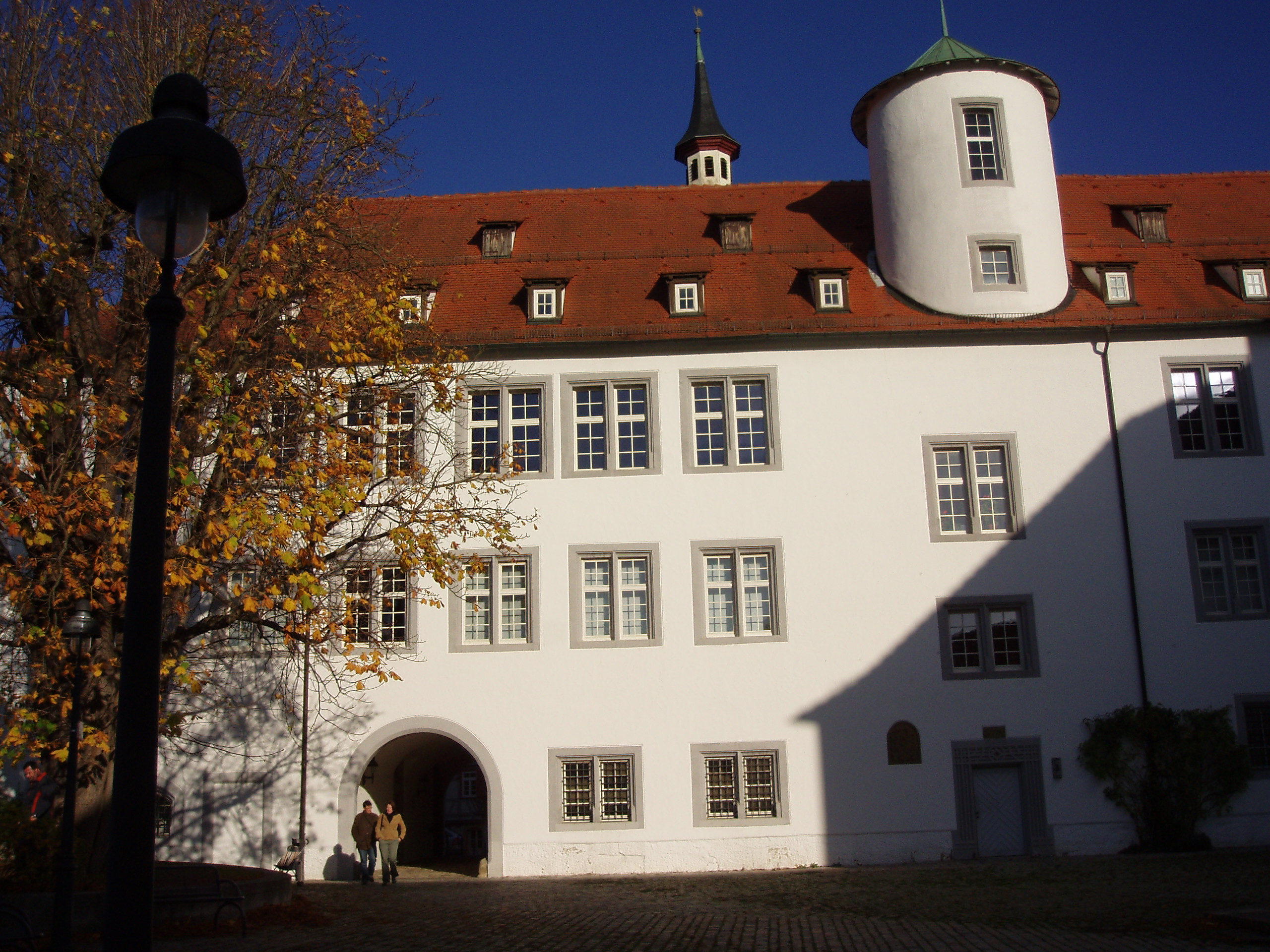
Schloss Waldenbuch

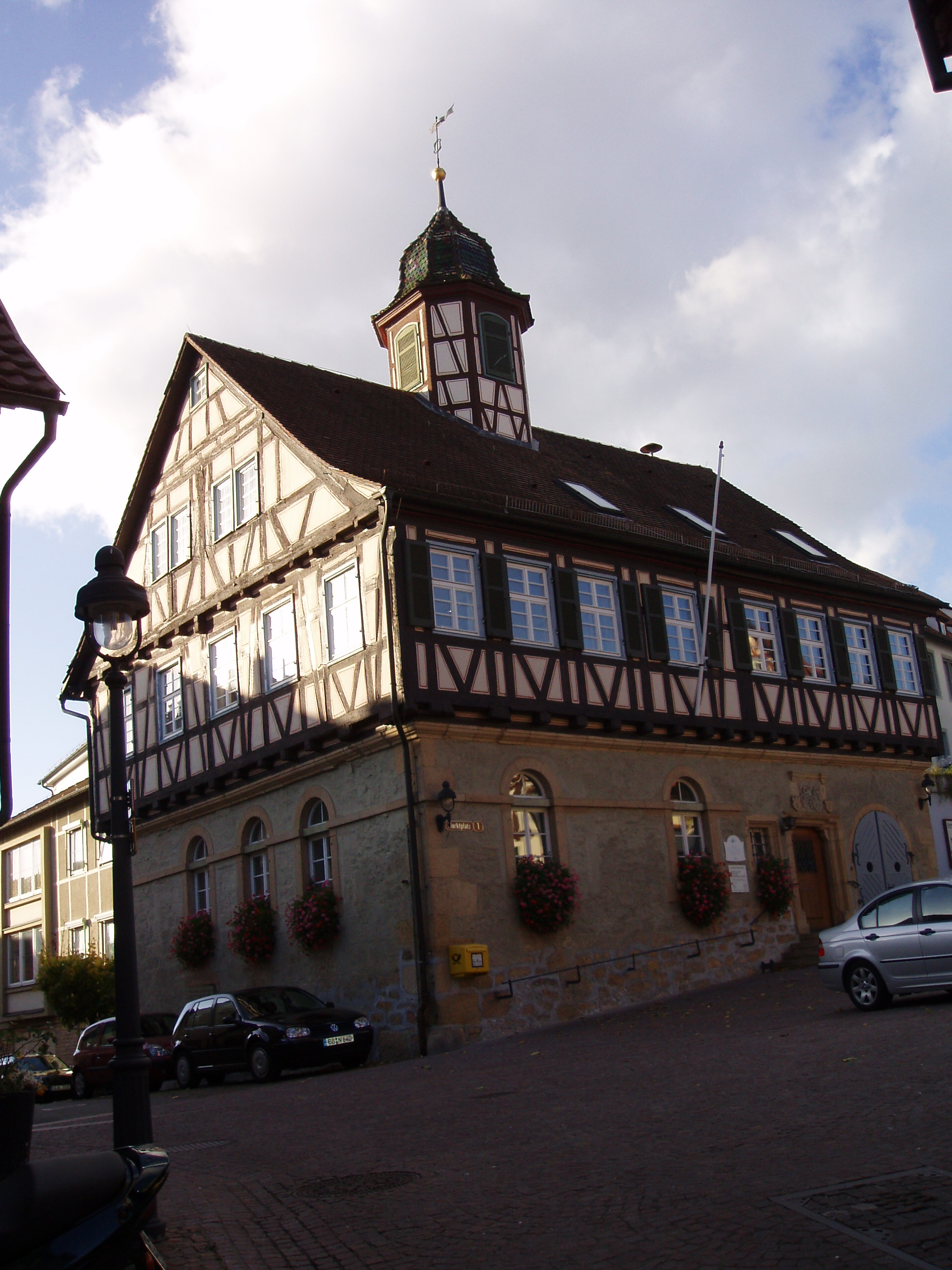
Rathaus Waldenbuch

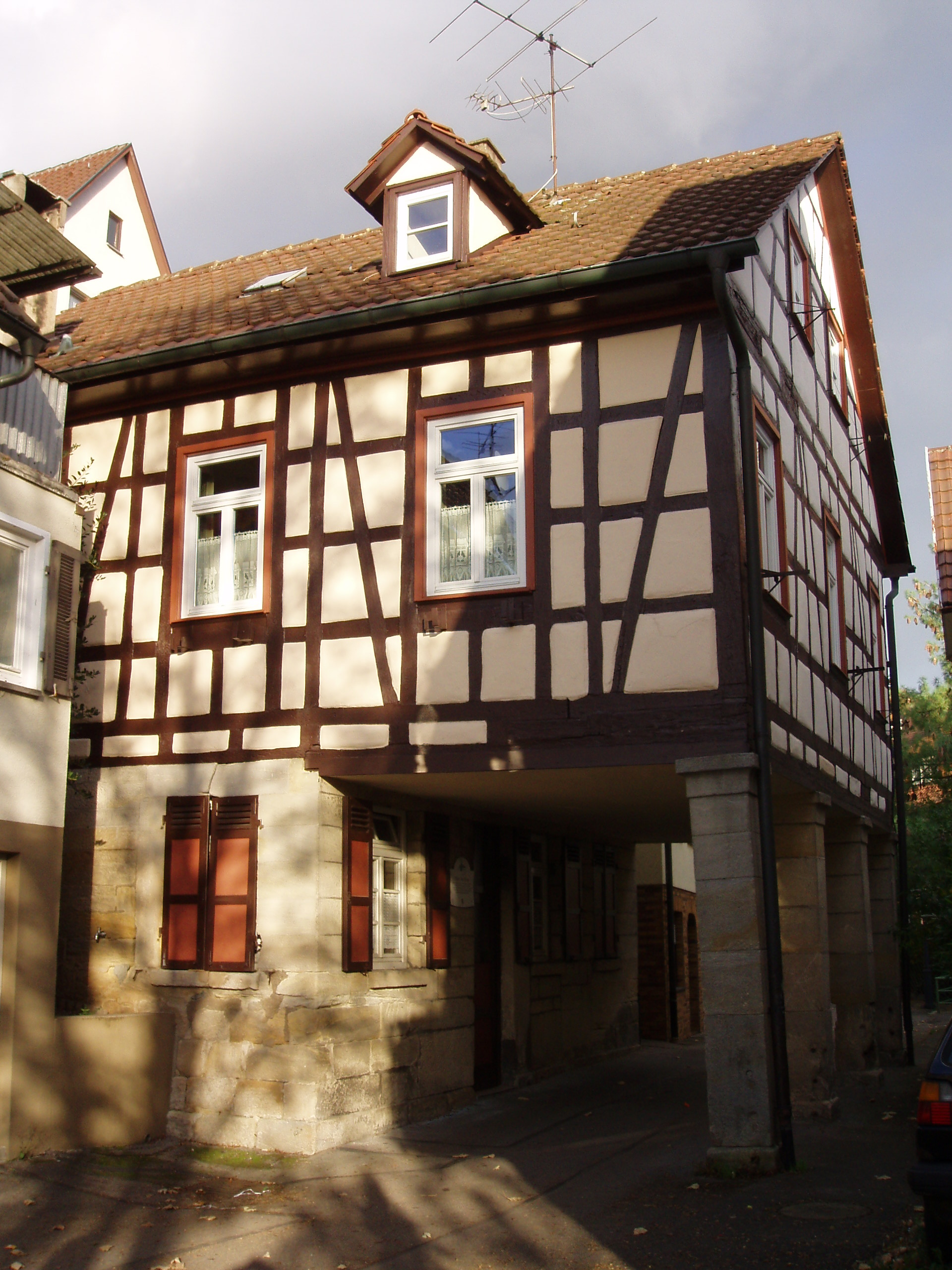
Altes Backhaus

- Die Stadtkirche St. Veit[11][12][13] geht in ihren Ursprüngen auf das 14. Jahrhundert zurück. Ursprünglich schloss sich an den Turm auf der Westseite das Kirchenschiff an. Im Zuge der Erweiterung des benachbarten Schlosses wurde jedoch das alte Kirchenschiff abgerissen und 1605 bis 1607 ein neues auf der Ostseite angebaut. Dabei wurden die alten gotischen Fenster weiterverwendet. An dem Bau waren in herzöglichem Auftrag der Baumeister Elias Gunzenhäuser bis zu seinem Tod 1606 und der Steinmetz Peter Pfänder aus Leonberg beteiligt. In der nach Osten an den Westturm leicht abgewinkelt angebauten Querkirche steht der Altar östlich frei und sind das Gestühl und die Dreiseiten-Emporen auf die Kanzel an der Nordwand ausgerichtet. Der östliche Staffelgiebel mit der Freitreppe und dem geplanten Hauptportal (Zugang heute von Süden her) stellt ein beeindruckendes Zeugnis der Baukunst der Renaissance dar, ebenso die Zimmermanns-Meisterleistung der Dachkonstruktion, von der die große Westempore ohne Raumstützen abgehängt ist. Im Ostgiebel befindet sich seit 1934 ein Rosettenfenster des Künstlers Walter Kohler.
- Das Alte Pfarrhaus steht in unmittelbarer Nachbarschaft der Stadtkirche. Das heutige Bauwerk stammt aus dem Jahr 1720; der Vorgängerbau wurde 1560 abgerissen. 1786 und 1834 erfolgten umfangreiche Umbaumaßnahmen. 1970 wurde das denkmalgeschützte Bauwerk mit der Einrichtung eines Gemeindezentrums seiner ursprünglichen Bestimmung enthoben. Seit 1990 dient es als städtische Musikschule.
- Neben dem Alten Pfarrhaus befindet sich die Pfarrscheuer. Sie diente zur Aufnahme des Kleinen Zehnten und der Erträge der Besoldungsgrundstücke. Der große Zehnte wurde nicht in diesem Fachwerkgebäude, sondern in der Zehntscheuer abgeliefert.
- Das Schloss Waldenbuch war ein Jagdschloss der württembergischen Herzöge. Der Kern der Anlage geht auf eine Burg zurück, die schon 1381 erwähnt wurde. Der Ostflügel, dem das alte Schiff der Stadtkirche weichen musste, wurde unter Herzog Christoph 1562 bis 1566 erbaut. Der Schlossbrunnen stammt aus dem Jahr 1650, der Westflügel mit den Küchenräumen wurde 1687 bis 1690 hinzugefügt. 1717 bis 1719 folgte der Südflügel. Die alte Burg sowie die Waldvogtei wurden damals abgerissen.
- Schloss und Stadtkirche samt zugehörigen Gebäuden stehen oberhalb des Marktplatzes. Dort befindet sich das Rathaus. Das Baujahr 1575 ist nicht sicher nachgewiesen. Ein alter Inschriftstein über der Tür stammt aus der zweiten Hälfte des 16. Jahrhunderts und geht auf den Waldvogt Lamprecht Schlegg zurück. Lange diente das Gebäude als „Gasthof zum Rappen“. 1781 ging es in den Besitz des Amtmannes Klein über. Das damals auf dem Marktplatz befindliche alte Rathaus wurde zu diesem Zeitpunkt abgerissen.
- Gegenüber dem Rathaus befindet sich das Stammhaus Wider, ebenfalls ein Fachwerkbau. Es wurde um 1750 als Gästehaus für Hofjagden errichtet. Von 1754 bis 1923 war es im Besitz der Familie Wider, zu der neben Daniel Wider, einem Kaufmann, der das Haus in den Besitz der Familie brachte, auch der Stadtschultheiß Immanuel Wider und der Waldenbucher Chronist Otto Springer gehörten.
- Der Marktbrunnen, der etwa in der Mitte des Platzes steht, stammt aus dem Jahr 1953, jedoch sind Vorgänger bis mindestens ins 18. Jahrhundert nachgewiesen.
- Das Danneckerhaus, erbaut um 1620, Danneckerstraße 1: Hier verlebte der Bildhauer Johann Heinrich Dannecker seine Kindheit bei seinen Großeltern.
- Der Schafhof legt Zeugnis von den wirtschaftlichen Aktivitäten der Herrscher ab. In der Nähe des Schafhofs befand sich das Untere Tor der Stadtbefestigung.
- Das Alte Backhaus stammt aus dem Jahr 1847 und war ursprünglich ein Mehrzweckgebäude. Es diente nicht nur als Back- und Waschhaus, sondern besaß in seinem oberen Stock auch eine Schulstube. In der Backküche arbeitete zeitweise ein Küchenbeck.
- Die Stadtmühle, eine wasserkraftgetriebene Mahlmühle, wurde 1785 in Betrieb genommen.
- Die Überreste der alten Stadtmauer zeugen von Waldenbuchs früher Geschichte als Stadt. Aus dem Jahr 1524 ist eine Erwähnung des heute noch erkennbaren Kleinen Törlin überliefert; dieses Tor sicherte den Fluchtweg aus der Burg über eine unterirdische Treppe.
- Mehrere (ehemalige) Gasthöfe in Waldenbuch haben eine lange Tradition
  - Der ehemalige Gasthof Post an der Straße von Stuttgart nach Tübingen war eine alte Posthalterei. 1797 wurde durch Kielmeyer ein Neubau errichtet. Zu den Gästen gehörten 1793 Friedrich Schiller, 1797 Goethe, 1799 Erzherzog Karl und Ludwig Uhland. Der Bau wurde 1984 restauriert und vergrößert.
  - Das Gasthaus Krone trägt ein Bäckerwappen der Familie Lindenberger aus dem Jahr 1705. Später ging es in den Besitz der Familie Kielmeyer über, die auch die Gasthäuser Lamm und Linde besaß. Die Krone war ein beliebtes Ausflugslokal für Tübinger Studenten und beherbergt heute noch einen alten Tisch, in dem sich die Stammgäste mit Schnitzereien verewigt haben.
- Keltenschanze
- Fernmeldeturm auf dem Betzenberg
- Entlang der Hauptstraße stehen die für die ländliche Region typischen Quereinhäuser, Bauernhäuser, in denen die Wohnräume und die Wirtschaftsräume (Stall, Scheune) unter einem Dach liegen. Der Wohn- und der Wirtschaftsbereich ist von der Traufseite aus, d. h. „quer“, zugänglich. Haustür und Scheunentor liegen auf einer Seite (in der Regel entlang der Hauptstraße). Das typische Waldenbucher Quereinhaus ist zweigeschossig. Die Häuser stehen unter Denkmalschutz.
- Im Oktober 2016 wurden in Waldenbuch zwei Stolpersteine verlegt.

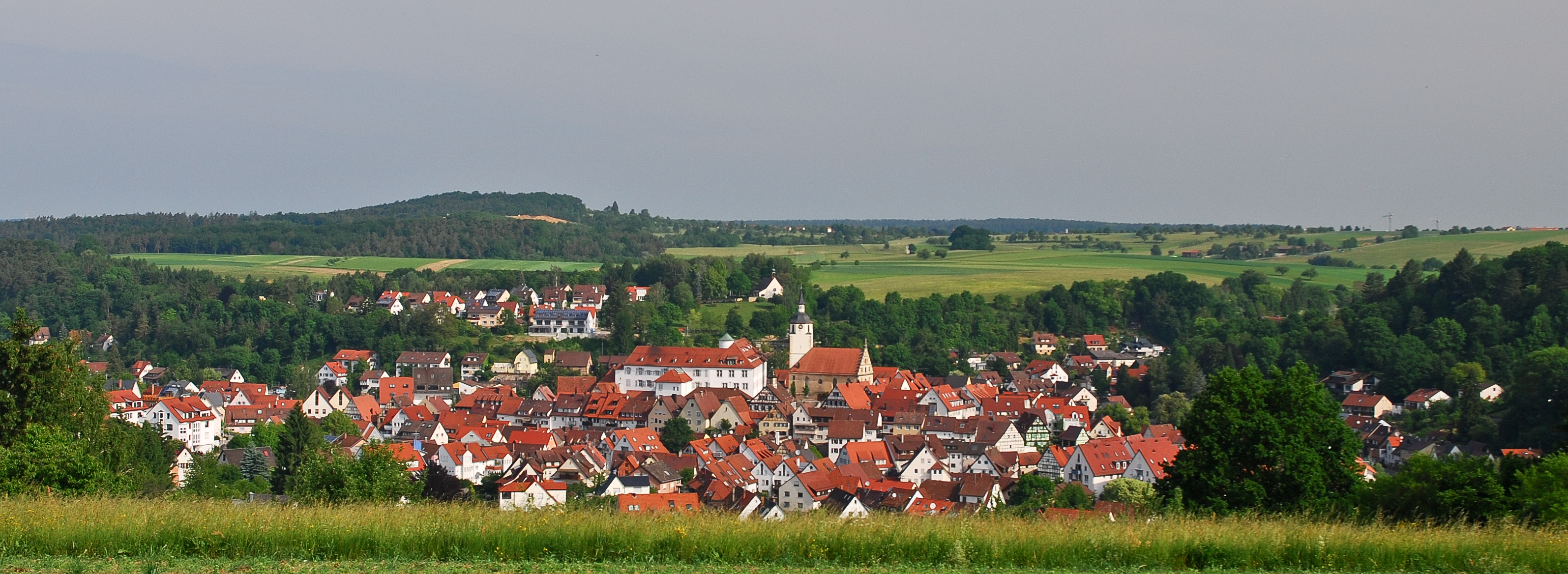
Das Städtle, Panorama von Süden
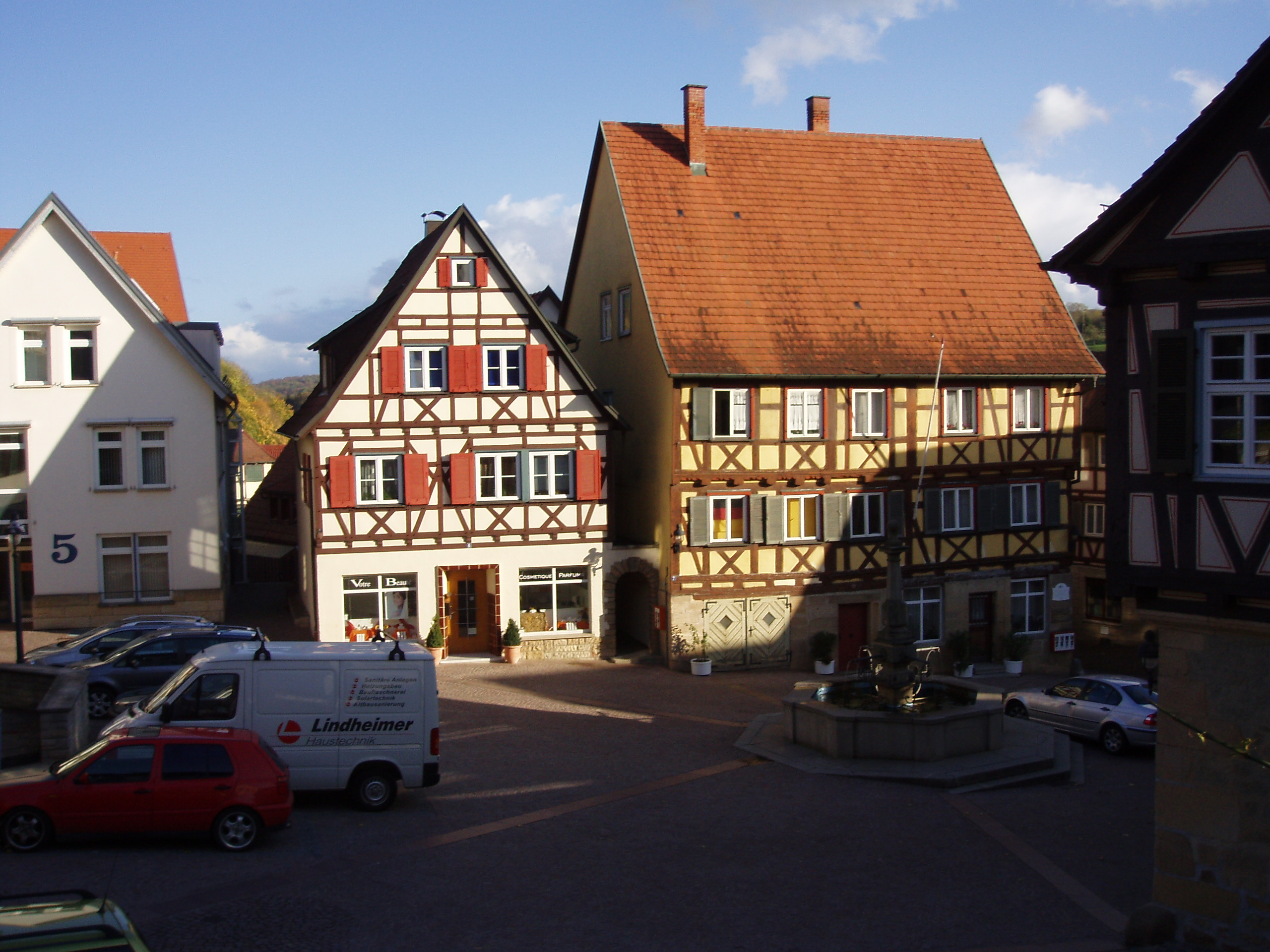
Marktplatz mit Stammhaus Wider
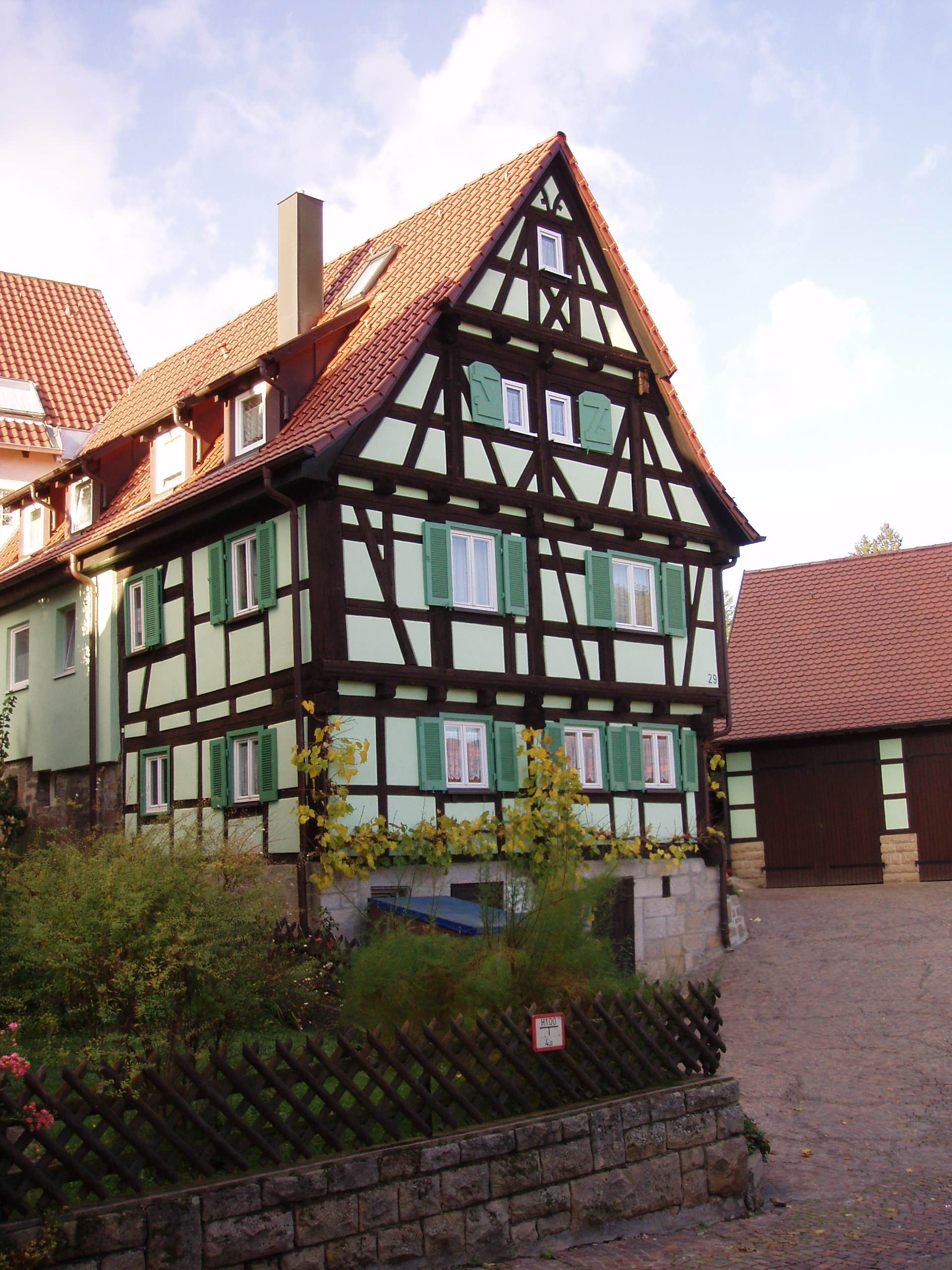
Schafhof
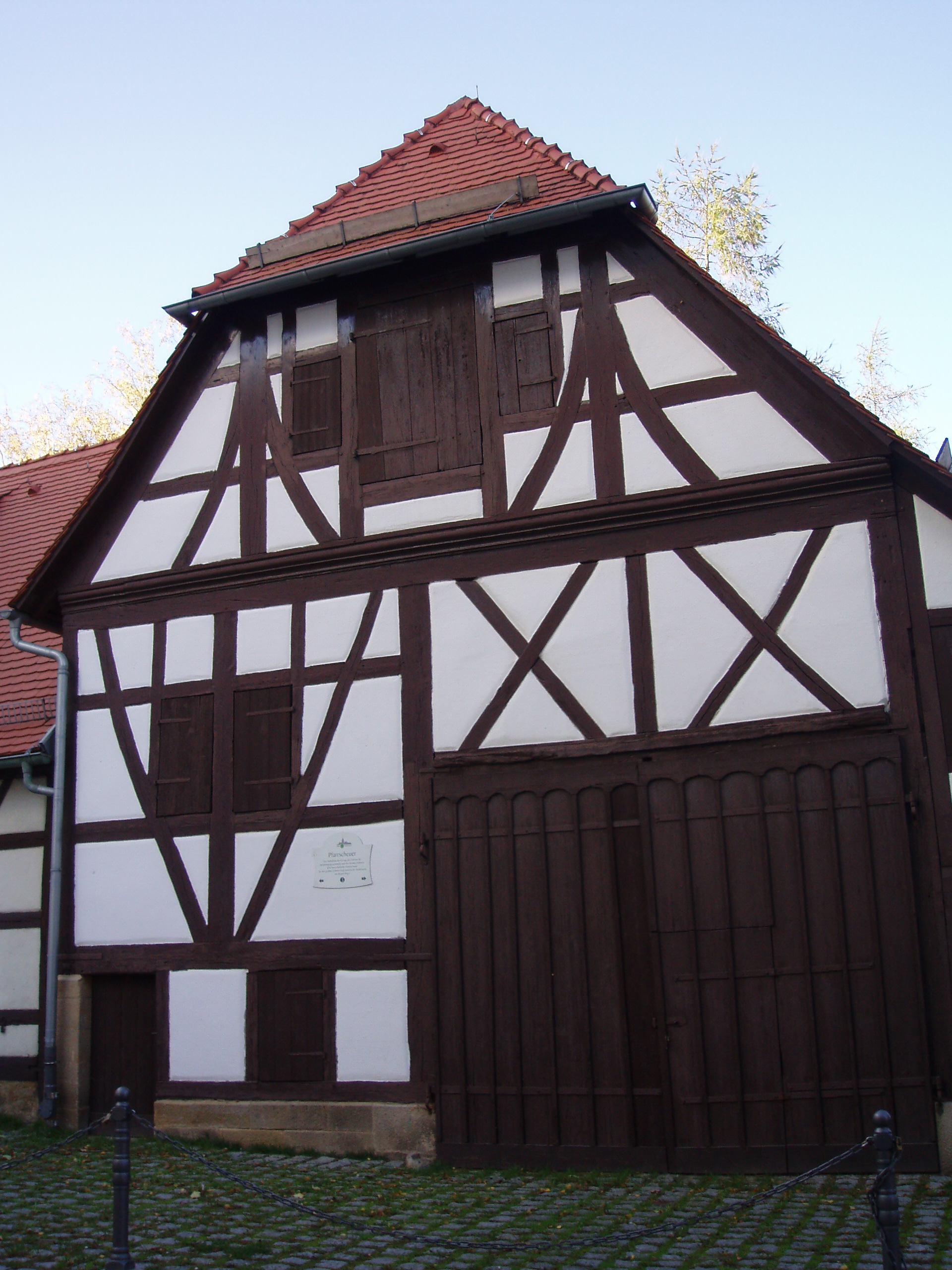
Pfarrscheuer
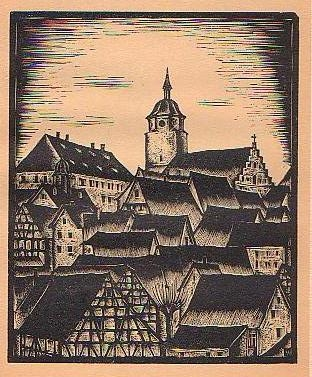
Blick auf Waldenbuch von 1926
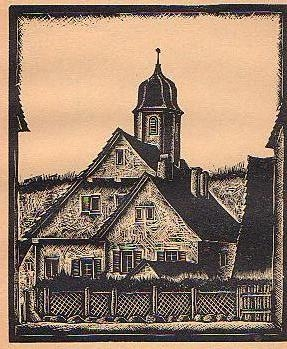
Rathaus von Waldenbuch 1926

## Persönlichkeiten

### Söhne und Töchter der Stadt
- Karl Friedrich Schmidhäuser (1840–1894), württembergischer Regierungspräsident
- Paul Burkhardt (1848 oder 1849–1928), Architekt
- Gustav von Schleich (1851–1928), Professor der Augenheilkunde
- Heinrich Mayer (1850–1911), Industriepionier und Unternehmer
- Friedrich Kuhnle (1901–1975), Verwaltungsjurist, von 1945 bis 1966 Landrat des Landkreises Vaihingen

### Personen mit Bezug zur Stadt
- Hans Heinrich Ehrler (1872–1951), schwäbischer Dichter
- Georg Pfäfflin (1908–1972), evangelischer Pfarrer in Waldenbuch 1942–1945 (Georg-Pfäfflin-Gemeindehaus nach ihm benannt)
- Claus Vogt (* 1969), Präsident des VfB Stuttgart, lebt in Glashütte
- Julius Friedrich Wurm, Theologe und Altphilologe, Diakon in Waldenbuch 1833–1839

### Trivia
Im Jahre 1980 erfolgte in Waldenbuch die Gründung des Unternehmens Seitenbacher durch Willi Pfannenschwarz.